# 茨城県立図書館
茨城県立図書館（いばらきけんりつとしょかん）は、茨城県水戸市三の丸にある公共図書館（都道府県立図書館）。2001年（平成13年）に茨城県議会議事堂を改修して現行館が開館した。蔵書数は989,510冊で、年間貸出数は425,001点である（2022年度統計）。

## 概要
当館のゆるキャラとして「ブック・マーくん」がいる。創立100年を記念し2003年（平成15年）11月13日に誕生した。
那珂市の昔話である「額田のたっさい」を視覚・学習などの障害に対応した国際標準規格DAISYに対応する形で電子図書化し、日本国内の公共図書館や特別支援学校に配布するといった取り組みも行なっている。
茨城県は2021年（令和3年）12月から新たに施設命名権の募集を行う施設を発表し、茨城県立図書館も施設命名権の募集の対象となった。

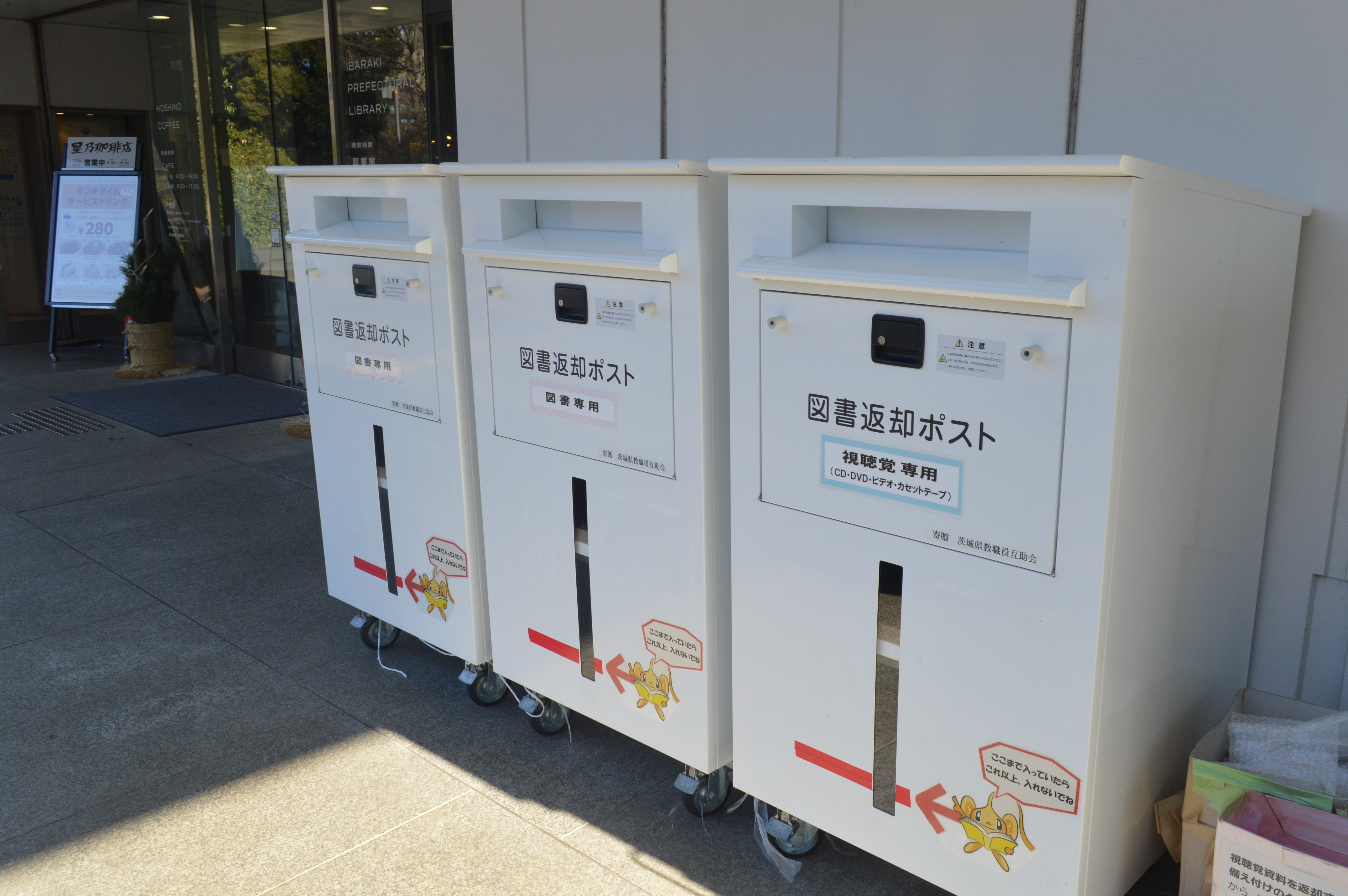
図書返却ポスト
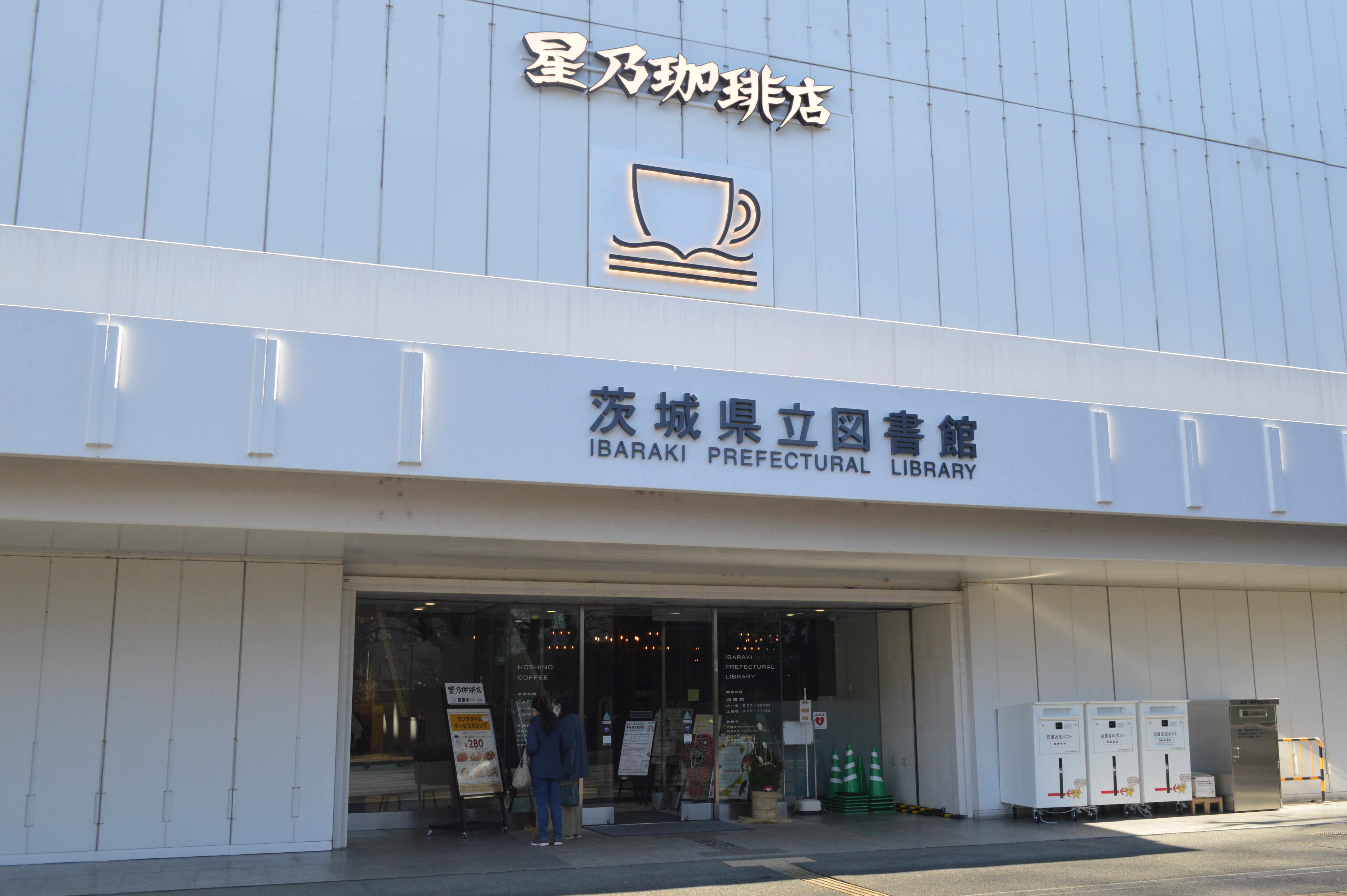
建物入口

## 歴史

### 初代図書館（1904年～1945年）

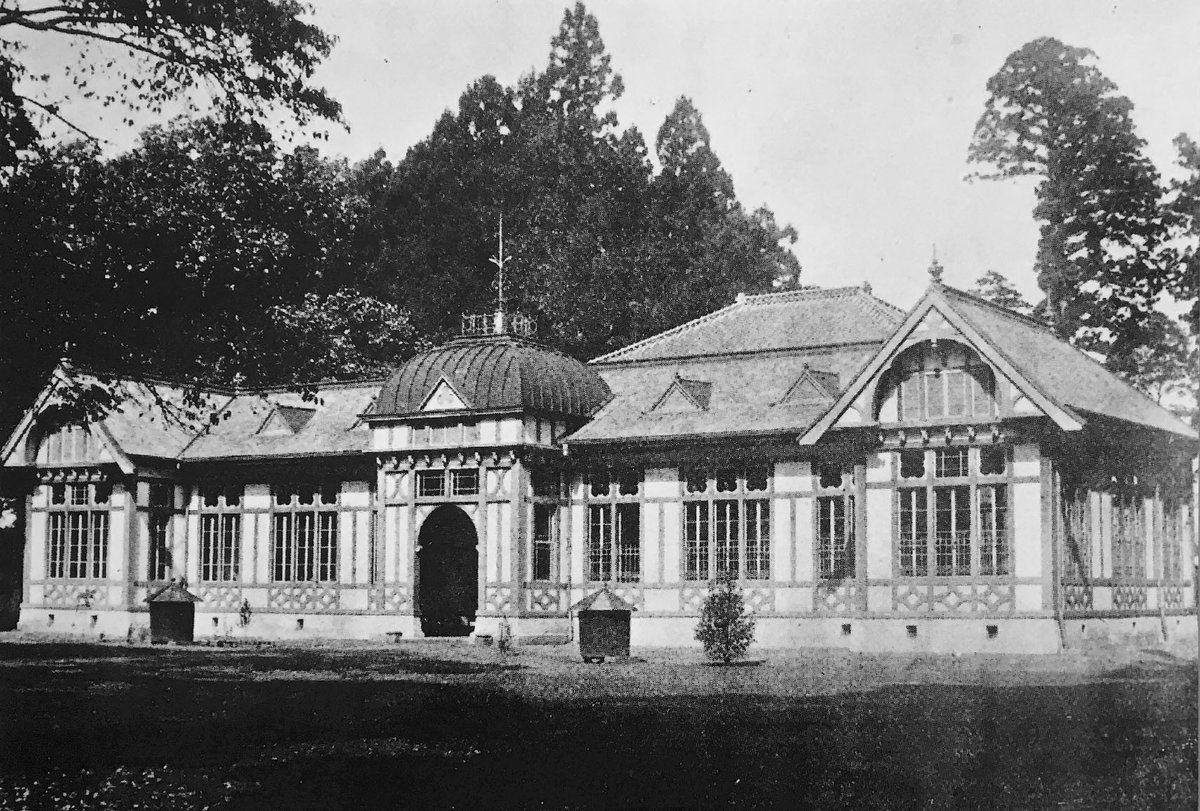
1904年から1945年まで使われた初代図書館

- 1903年（明治36年）2月 - 水戸市大字上市に設立する[広報 8]。
- 1904年（明治37年）11月 - 開館[広報 8]。茨城県では私立図書館の石岡書籍館（現在の石岡市立中央図書館）に次ぐ2番目の開館であった[5]。
- 1929年（昭和4年）4月 - 小学校への児童書の貸出を開始する。
- 1945年（昭和20年）
  - 8月 - 戦火によって、建物が焼ける[広報 8]。
  - 12月 - 県立水戸商業学校校舎にて仮営業を開始する[広報 8]。
- 1949年（昭和24年）12月 - 移動図書館を開始する[広報 8]。

### 2代目図書館（1956年～2000年）
- 1956年（昭和31年）
  - 1月 - 水戸市三の丸に新たに竣工する[広報 8]。
  - 2月 - 開館[広報 8]。
- 1980年（昭和55年）10月 - 雑誌コーナーを開設。
- 1989年（平成元年）4月 - CD、ビデオの館外貸出を開始する[広報 8]。
- 2000年（平成12年）12月 - 新館への移転のために閉館[広報 8]。

### 現行館時代（2001年～）
- 2001年（平成13年）3月 - 1970年（昭和45年）竣工の旧県議会議事堂に、新たな図書館が開館[広報 8]。
- 2003年（平成15年） - 日本図書館協会建築賞受賞[広報 8]。
- 2006年（平成18年） - DVDの館外貸出を開始。
- 2021年（令和3年）7月17日 - リニューアルオープン[6]。1階ロビーにカフェの星乃珈琲店が開店。

## 施設構造
建物構造は鉄筋コンクリート造。敷地面積は2,646.66m2。地下1階・地上3階、それに塔屋1階である。資料の貸し出しを行う総合カウンターは、1階の出入り口付近にある。
1階は総合カウンターと雑誌、CD、ビデオ、DVD、児童書、教科書を収蔵しているコーナーと飲食が可能な休憩室、個展が開かれる部屋、児童書がある。2階は自然科学コーナーと人文科学コーナーの2つに分けられ、一般書が収蔵されている。また、郷土資料室も2階に置かれている。3階は図書館職員の事務室や館長室、会議室がある。地下には地下開架書庫がある。
茨城県立図書館は、2階に視聴覚ホール館を設けている。ここでは、主に映画の鑑賞や講演会などが行われている。
建物概要
（出典：）
- 地上3階地下1階建、塔屋1階
- 延床面積：8,700.69 m2

館内の様子

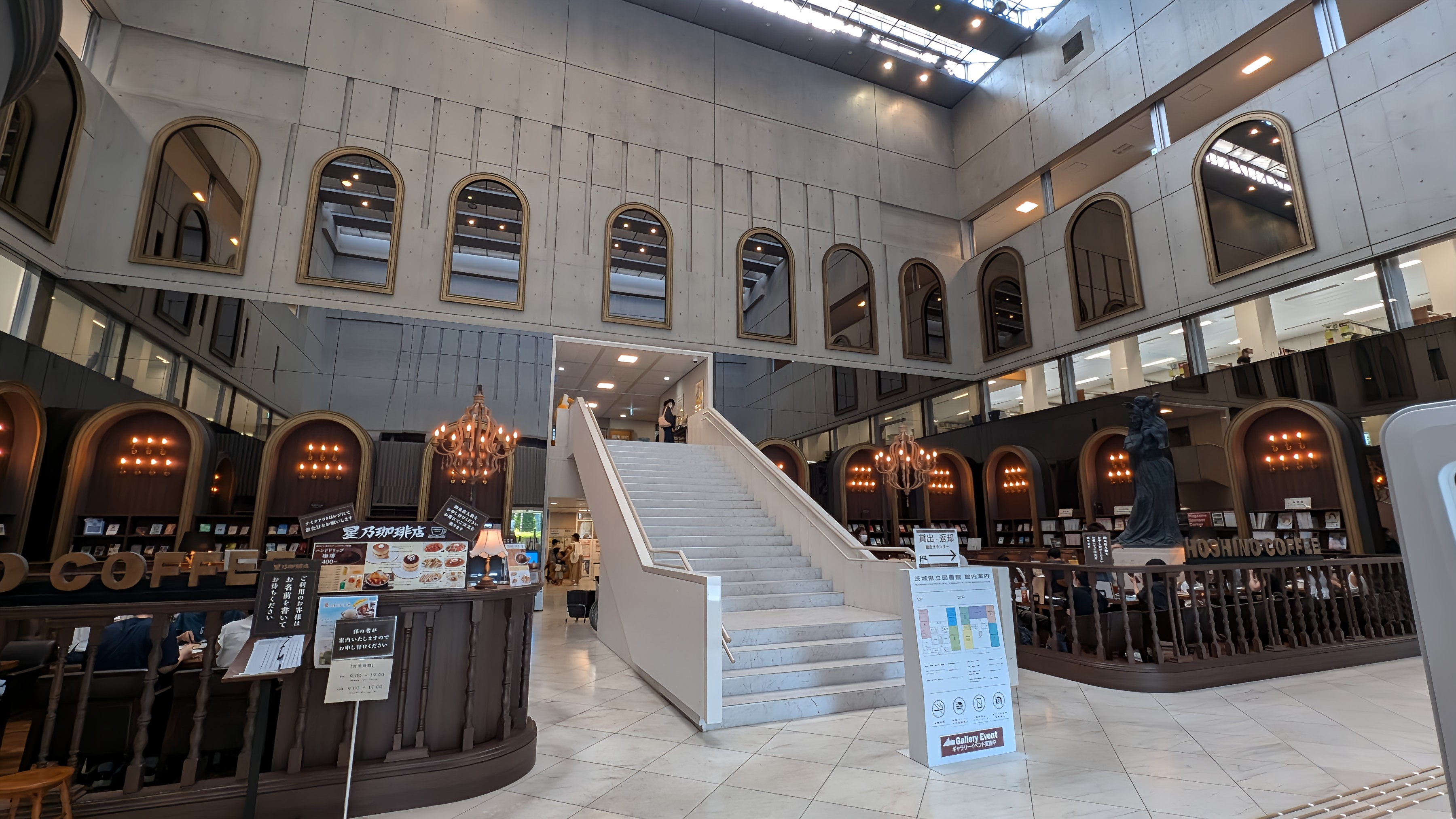
視聴覚ホールへの中央階段
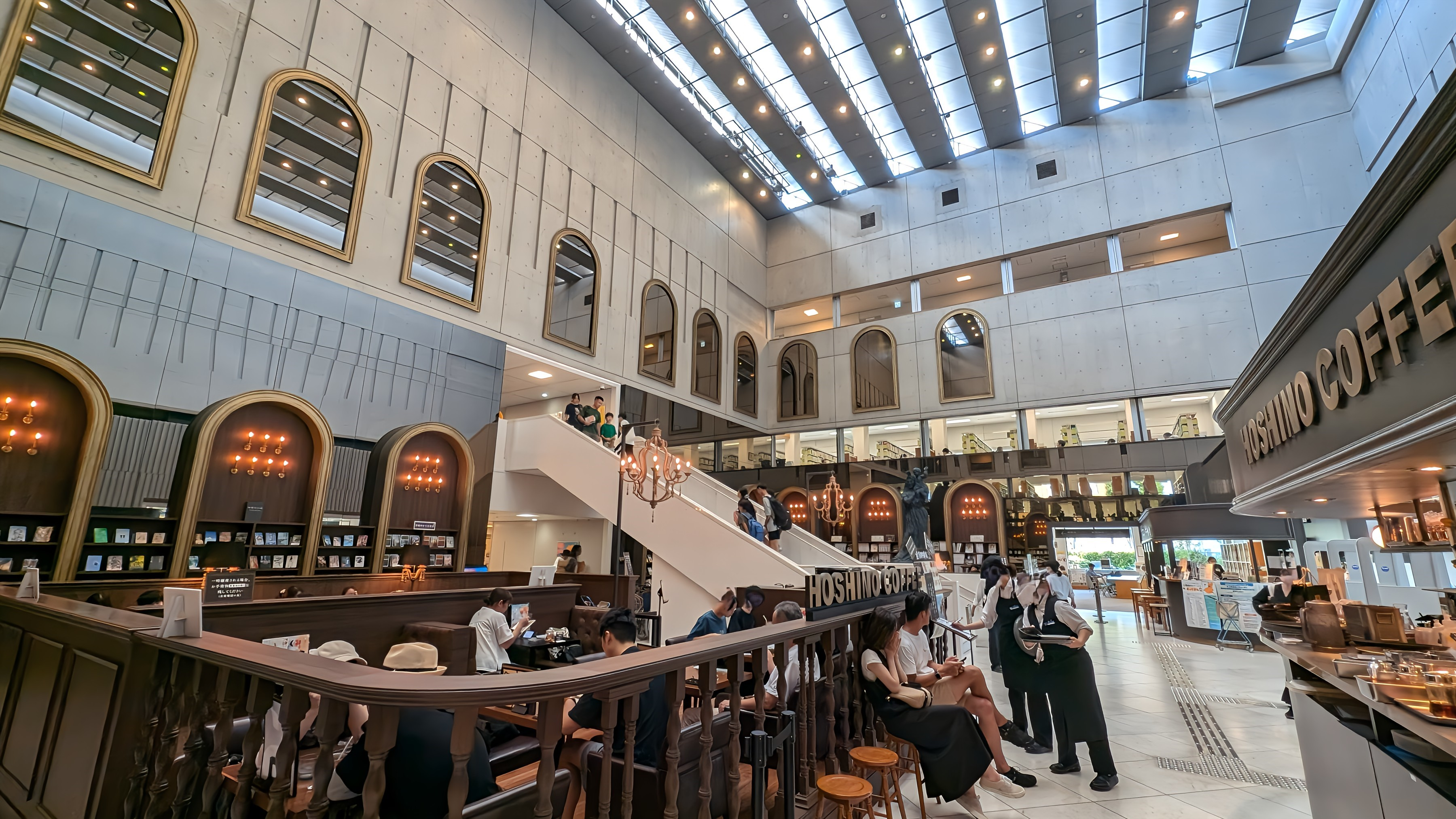
1Fロビーの星乃珈琲店

## サービス
図書館の利用や入館は誰でも可能であるが、資料の館外貸出には利用者カードが必要である。利用者カードの発行に費用は掛からず、茨城県外に在住、在勤・在学する人でも作ることができる。開館時間は1階総合カウンターで資料の返却ができるが、閉館時間は、正面入口の右側壁面に備え付けのブックポストでの返却が可能である。
資料を検索するコンピューターとコピーサービス（有料で1回につき白黒10円、カラー60円）、日本と海外の新聞（新聞は貸し出し不可）、23台のインターネット、CD-ROM、ビデオ、DVD、CD･レコード視聴ブースを設けている。
総合カウンターでは貸出期間の延長ができるが、インターネット上のマイライブラリーからも期間の延長ができ、マイライブラリーでは資料の予約や貸出情報の確認などができる。
図書の貸し出し年齢制限はないが、視聴覚資料の貸し出しは小学生以上である。
館外貸出
（出典：）
- 一般図書・雑誌：10冊以内
- 児童図書・児童雑誌・紙芝居：10冊以内
- 視聴覚資料（CD・DVD・ビデオテープ・カセットテープ・レコード）：各5点以内

開館時間
（出典：）
- 平日：9:00 - 20:00
- 休日：9:00 - 17:00

休館日
（出典：）
- 月曜日（4月30日を除く）
  - 休日の時はその直後の休日ではない日
- 毎月月末（4月・12月を除く）
  - その日が土曜日又は日曜日の時は、その直前の金曜日
- 年末年始（12月29日から1月3日）
- 図書整理期間（年2回それぞれ7日以内）
- その他臨時休館

## 立地
（出典：）
JR常磐線水戸駅北口から北へ徒歩約10分に場所に位置し、周辺には茨城県庁三の丸庁舎や水戸地方裁判所、水戸警察署、水戸中央郵便局、弘道館公園など多くの公的機関が存在する。
駐車場は、県庁舎との共用で66台分（内身障者用2台分）用意されている。図書館利用の場合の駐車料金は無料となる。